# واکو (دزد دریایی)
واکو (به ژاپنی: 倭寇 Wokou)، به معنی تحت‌الفظی دزدان دریایی ژاپنی، دزدان دریایی بودند که از قرن چهارم تا شانزدهم میلادی به خط ساحلی کشورهای چین و کُره حمله می‌کردند. واکو از قومیت‌های ژاپنی، کره‌ای و چینی تشکیل شده بود که این ترکیب در طول زمان متفاوت بود و از جزایر دریای ژاپن و دریای چین شرقی به سرزمین‌های اصلی حمله می‌کردند. فعالیت واکو در کره (کشور) پس از پیمان کاکیتسو کاهش یافت اما در دودمان مینگ ادامه داشت و در سال ۱۵۰۰ میلادی به اوج خود رسید. بر اثر انتقام جویی‌های چینی‌ها و فشار شدید مقامات ژاپنی واکو تقریباً تا دهه ۱۶۰۰ از بین رفت.